# 물활론 (철학)
물활론(영어: Hylozoism, 物活論) 또는 질료생명론(質料生命論)은 물질에 비실재적 실체 또는 독자적인 사유 체계가 존재한다고 보는 철학적 관점이다. 이 용어는 1678년 영국의 케임브리지 플라톤 학파 철학자인 랄프 커드워스(Ralph Cudworth)가 최초로 사용하였다.

## 용어 및 역사
질료를 뜻하는 'hyle'와 생명을 뜻하는 'zoe' 합성으로 만들었다.
물활론적 사고는 고대 인도의 베다 학파 가운데 로카야타(Lokāyata) 학파부터 보였다. 또한, 그리스의 경우는 소크라테스 이전 철학에 속하는 학파 중 적지 않은 자들이 물활론적 사고를 갖고 있었다. 대표적으로 밀레토스 학파의 탈레스(Thales), 아낙시만드로스(Anaximandros), 아낙시메네스(Anaximenes)가 있으며, 에페소스 학파의 일원인 헤라클레이토스(Herakleitos)가 있다.
물질이 바로 영혼(pneuma) 또는 정신(nous)을 포함하고 있거나, 이것을 생동하게 하는 매개자라는 것이 이들 주장의 요지이다. 단, 여기서 영혼은 다양한 의미로 해석될 수 있다. 'pneuma'는 능동적인 의미에서의 영혼, 즉, 귀신을 뜻하기도 하며, 또는 의지 활동의 근본이라고 할 수 있는 정신을 의미하기도 한다. 그러나, 당시 고대 그리스 철학의 사고로 보아, 이 둘은 구별이 되지 않았던 것으로 보인다. 하지만, 점점 인식론이 발달하게 되면서 둘은 의미가 달라지게 되었고, 스토아 학파 및 기타 범신론자들이 물활론 개념을 접수하면서 영혼(pneuma)은 이성(logos)과 차별화되지 않게 되었다.
중세의 물활론은 우주만물의 조화를 가능케 하는 본원적 사유 즉, 일자(一者)가 질료(hyle)에 있다는 주장으로 이어진다. 이러한 관점은 중세 유럽의 기독교 사고관에 대해서는 이단적이었기에 배척을 당하였다. 근세 말기에는 조르다노 브루노(Giordano Bruno)와 같은 신비술사들이 이 개념에 기반하여 우주 운행 원리를 해석하였으나 이 역시도 이단시되어 처형당하게 되었다. 이후 근대에 접어들면서 물활론적 사고는 과학의 발달로 여러 지역에 퍼지게 되었고 이후 적지 않은 철학자들이 물활론적 사고를 갖게 되었다. 근대 시기 초기의 철학은 주로 물활론적 경향과 기계론적 경향 사이의 대립으로 이루어져 있기도 하다.

## 유사 개념
물활론(hylozoism)과 유사한 개념은 애니미즘(animism)과 유물론(materialism)이 있다. 물활론은 이 두 개념과 공유하는 부분이 존재하지만, 같은 개념이 아니며, 엄밀히 볼 때 여러 가지 차이점이 존재한다.

### 애니미즘
애니미즘은 물질(동식물까지 다 포함하여)에 영혼이 존재한다고 본다는 점에서 물활론과 유사점을 갖고 있지만, 애니미즘의 경우는 고대 원시 신앙에서 비롯되는 사고관이며, 물활론이 주장하는 비실재적 개념을 넘어서, 역동적인 신이라는 개념을 물질에 도입한다. 즉, 사물에는 능동적, 역동적 신이 존재하며, 이 신이 외부에 의지적으로 영향을 미친다는 다신론의 일종이다. 반면, 물활론은 물질에 영혼 즉, 독자적인 관념이 존재하나 그것은 수많은 본질적 법칙 중 일부를 공유해서 작동하는 것에 불과하며, 신이라는 개념은 모든 물질 및 정신을 관통하는 제일 상위의 것으로 간주하고 있다.

### 유물론
유물론은 세계에서 궁극적인 존재는 오직 물질(자연세계) 뿐이며, 정신, 의지는 모두 물질에 의한 부차적 작용이라고 보는 인식론적 관점이다. 최소한 자연세계의 물질과, 생명체의 의식 활동의 원인이 되는 정신을 동일한 위치에 놓고, 이 둘을 연결시키려는 유물론자도 존재하나, 이러한 경우에도 본질적인 부분은 자연세계에 가 있다. 이러한 점에서 물활론과 유물론은 일정한 차이점을 갖고 있다. 그것은, 물활론자들은 본질적으로 정신(여기서 정신은 사유, 이성, 추론, 의식 등 수많은 추상적 관념 개념을 포괄한다)의 독립성을 부정하지 않는다는 점이다. 그러나, 정신으로부터 나오는 생명력이 물질에도 있으며, 더 나아가 물질로 구성된 인간도 물질로부터 본질적인 생명력(정신)을 얻는다는 사고로까지 나아간다. 유물론과 물활론은 서로 대치되는 개념일 수도 있으며, 아닐 수도 있기에, 이 두 성격을 모두 가진(바뤼흐 스피노자) 경우가 존재하며, 동시에 유물론을 배격하고 물활론만을 주장한(고트프리트 빌헬름 라이프니츠, 알프레드 노스 화이트헤드) 학자도 존재한다. 또한, 이 두 경계가 모호한 경우(에른스트 헤켈)도 존재한다.

## 같이 보기
- 기계론
- 애니미즘
- 유물론